# Robert Koch
Robert Koch (n. 11 decembrie 1843, Clausthal⁠(d), Berghauptmannschaft Clausthal⁠(d), Regatul Hanovra – d. 27 mai 1910, Baden-Baden, Marele Ducat de Baden, Imperiul German) a fost un bacteriolog german.
A studiat la Göttingen, avându-l ca profesor pe Jacob Henle care afirma în 1840 că rănile sunt infectate de niște organisme parazite.

## Biografie
În 1866 a venit la Berlin pentru aprofundarea cunoștințelor în domeniul chimiei, iar aici pe perioada de 6 luni cât durează studiul va veni în contact cu ideile lui Rudolf Virchow. În 1867 se stabilește la Rackwitz (provincia Posen), unde trece examenul de Ofițer Medical Districtual. În 1870 se înrolează voluntar în războiul franco-prusac.
- 1872-1880: Ofițer al Districtului medical Wollstein; în această perioadă face primii pași în dezvoltarea cercetării științifice a organismelor care cauzează infecții. Antraxul la vremea respectivă era foarte răspândit în districtul Wollstein, iar Koch fără niciun ajutor bănesc sau științific își propune să descopere cât mai multe despre acest flagel. Laboratorul a fost casa sa, iar ca aparatură a avut un microscop dăruit de soția sa, iar instrumentarul era procurat de el însuși. Bacilul antraxului era descoperit de Pollender, Rayer și Davaine, însă Koch își propune să demonstreze faptul că acest bacil este de fapt agentul care produce boala. În acest scop el inoculează la șoareci extracte din splina animalelor bolnave, și constată că aceștia mor, în timp ce la lotul injectat cu extracte de la animale sănătoase șoarecii trăiesc. Experimentul confirmă un fapt ce se bănuia și anume că sângele animalelor infectate(cu boala) este capabil să transfere boala la animalele sănătoase. Koch nu este mulțumit cu acest rezultat, el vrea să urmărească dacă bacilii care nu vin în contact cu niciun tip de animal pot provoca boala.

El cultivă acești bacili pe un mediu obținut din umoarea apoasă a ochiului de bou. Prin studierea, cercetarea și fotografierea acestui experiment, Koch înregistrează multiplicarea bacililor și observă care medii sunt prielnice dezvoltării și care nu, de asemenea observă producerea de spori care în anumite condiții nefavorabile cum ar fi lipsa de oxigen rezistă, iar atunci când condițiile externe devin favorabile se retransformă în bacili care pot reinfecta organismele sănătoase.
Koch cultiva bacilii timp de câteva generații și observă că acești bacili își păstrează virulența chiar și în lipsa oricărui organism animal. Rezultatul acestei munci titanice Koch îl prezintă în fața lui Ferdinand Cohn profesor de botanică la Universitatea din Breslau și a colegului acestuia  profesorul Julius Friedrich Cohnheim, disciplina de Anatomie Patologică la aceeași universitate. Amândoi profesorii sunt impresionați de munca și de rezultatele lui Koch.
- 1876: Cohn publică un articol, în jurnalul la care era editor, despre munca lui Koch, articol prin care acesta din urmă cunoaște faima și recunoașterea  muncii sale. Însă această faimă îl motivează și mai mult, el continuă să lucreze la Wollstein timp de 4 ani, timp în care descoperă și îmbunătățește metodele de fixare, colorare și fotografiere a bacteriilor, munca obositoare care are ca rezultat publicarea în 1878 a unui studiu asupra bolilor cauzate de infecțiile bacteriene ale rănilor. Prin acest studiu el pune bazele științifice ale controlului acestor infecții.
- 1880: este numit membru al Biroului Imperial al Sănătății (germană Reichs-Gesundheitsamt) în Berlin, fapt care îi înlesnește accesul și lucrul într-un laborator modern, având colegi de lucru pe Loeffler, Gaffky și alții. Aici continuă să dezvolte lucrările începute legate de bacterii, inventează noi metode de cultivare așa numitele- Reinkulturen-, medii de cultură a bacteriilor pe substrat solid (amidon de cartof și agar), medii însămânțate în cutii Petri (inventate de colegul său Petri), care se folosesc și în zilele noastre.

Pune bazele a noi tehnici de colorare, prin care bacteriile să fie mai ușor de analizat și de identificat, rezultatul fiind obținerea de culturi bacteriene pure.
- 1882: publică un studiu despre bacilul tuberculozei, precum și metode de cultură și de identificare a acestuia.
- 1883: este încă ocupat cu dezvoltarea cercetărilor asupra acestui bacil, când este trimis ca șef al Comisiei Germane pentru combaterea holerei, în Egipt pentru a studia epidemia de holeră din această țară. Descoperă vibrionul holerei și aduce culturi pure din acest virion în Germania. Această descoperire cumulată cu cercetarea holerei în India, îl pun în poziția de a elabora regulile pentru controlul epidemiei de holeră, reguli care sunt aprobate de Parlamentul din Dresda în 1893 și care vor constitui bazele controlului acestei epidemii, baze valabile și astăzi. Descoperirea vibrionului holerei, care îi aduce un premiu de 100.000 DM, a avut o influență foarte mare asupra controlului și conservării apei potabile.
- 1885: Profesor de Igienă la Universitate din  Berlin, și Director al noului Institut De Igiena German.

- 1890: este numit General de brigadă (germană Generalarzt) clasa I și Cetățean de Onoare a Berlinului.

- 1891: Profesor Onorific al Facultății de Medicină din Berlin și director al Institutului de Boli Infecțioase, unde are norocul să lucreze alături de alte personalități: Ehrlich, von Behring  și Kitasato, ei înșiși mari descoperitori.

Se reîntoarce la bacilul tuberculozei și reușește să creeze  o formă inactivată a bacilului pe care o denumește tuberculină. Pune bazele obținerii tuberculinei prin 2 căi diferite, fiecare tuberculină primind numele de „cea veche” și „cea nouă”. Însă comunicarea pe care o susține asupra obținerii tuberculinei, naște vii comentarii și controverse,  care culminează atunci când tuberculina nu se ridica la înălțimea așteptărilor opiniei publice în combaterea flagelului tuberculozei, ocazie cu care și opinia publică devine un dușman pentru Koch.
- 1896: anunță obținerea unei noi tuberculine, însă și de data aceasta rezultatele  sunt sub așteptări; această tuberculină va avea însă un rol important ca substanță de diagnostic. Este trimis în Africa de Sud pentru studierea pestei bovine, dar nu reușește să izoleze agentul infecțios; obține însă limitarea efectelor epidemiei prin injectarea animalelor sănătoase din fermele neatacate a unui preparat din vezica urinară a animalelor bolnave. Lucrează apoi în India și Africa la studiul malariei, a ciume bubonice și a bolilor transmise de către Tripanosoma la vaci și cai.
- 1898:  publică rezultatele acestor studii în Germania. La scurt timp de la întoarcerea în țară, este trimis în Italia și la tropice, acolo unde în urma cercetărilor confirmă  rezultatele lui Sir Ronald Ross în privința malariei, desfășurând un studiu fructuos privind etiologia diferitelor forme de malarie și controlul acestei maladii cu ajutorul chininei.
- 1901: Congresul Internațional al Tuberculozei (Londra) unde Koch afirmă că bacilii care provoacă tuberculoza la om și animale nu sunt identici, afirmație care bulversează lumea medicală; însă timpul va demonstra că Robert Koch a avut dreptate.

Lucrează la cercetarea bacilului tific, și în urma cercetărilor  emite ipoteza că bacilul se transmite mult mai ușor de la om la om, decât prin apa infectată, și ca urmare se iau măsuri în această privință.
- 1904: este trimis în Africa de Est (provincie germană) pentru studiul febrei Coastei de Est (East Coast fever), boală care apăruse la vite; cu această ocazie face observații interesante  legate de Babetsii și de Trypanosoma.
- 1905 primește Premiul Nobel pentru Medicină și Fiziologie.
- 1906 se reîntoarce în Africa pentru a continua studiile asupra genului Trypanosoma, și raportează că atoxylul (compus pe bază de arsenic, obținut din anilină) este tot atât de eficient ca și chinina împotriva malariei.

Pe parcursul vieții sale Koch primește numeroase distincții, medalii și titluri de Membru onorific al Universităților din Heidelberg, Bologna, a Societăților medicale din Berlin, Viena, Posen, Napoli și New York, precum și Cetățean de Onoare al orașelor Berlin, Wollstein și din partea orașului natal Clausthal; este decorat cu Ordinul Coroanei Germane, Marea  Cruce a ordinului german Vulturul Roșu (prima de acest gen acordată unei personalități medicale), precum și alte Ordine înalte din partea Rusiei și Turciei.
Rezumat:
Koch a stabilit cauza bacterială a mai multor boli infecțioase și a descoperit microorganismele care cauzează antraxul (1876), infectarea rănilor (1878), tuberculoza (1882), conjunctivita (1883), holera (1884) și alte boli. A fost profesor la Universitatea din Berlin din 1885 până în 1891 și șef al Institutului de Boli Infecțioase (pe care l-a fondat tot el), din 1891 până în 1904. În cursul cercetărilor sale bacteriologice pentru guvernul german și pentru cel englez, a călătorit în Africa de Sud, India, Egipt și în alte țări. Cu această ocazie, el a făcut studii valoroase cu privire la boala somnului, malarie, ciuma bubonică, lepra și alte boli. Pentru contribuțiile lui la studiul infecției tuberculoase, Koch a primit în 1905 Premiul Nobel pentru Fiziologie/Medicină.